# Kajakpóló
A kajakpóló a kajak-kenu sport az ICF (International Canoe Federation) és az MKKSZ (Magyar Kajak-Kenu Szövetség) által is hivatalosan elismert szakága. Ez egy labdajáték, melyet csapatonként 5 játékos játszik speciális kajakpóló kajakban ülve. A játékidő 2×10 perc. A pálya egy 35×23m méretű vízfelületen helyezkedik el. A kapu egy kosárpalánk méretű a víz felett 2m-re elhelyezkedő keret.

## Rövid ismertető
Mint a legtöbb kapura játszott labdajátékban itt sem ismeretlen a következő fogalmak: zöld/sárga/piros lapok, szöglet, oldalbedobás, kapus, középkezdés, büntető, szabaddobás és nem utolsósorban a gól, mert a mérkőzés győztes csapata az, amelyik a több gólt dobta.
Egy profi kajakpóló mérkőzés nagyon látványos és izgalmas sok technikai és taktika elemet tartalmaz. Ezek a végrehajtásához több év gyakorlás és tapasztalat szükséges mind egyéni, mind csapat szinten. Sok az ütközés és a közvetlen egy-egy elleni küzdelem, ennek megfelelően a játékosoknak megfelelő védőfelszerelést sisakot és mellényt kell hordaniuk.

## Történet
A BCU (British Canoe Union) állítása szerint kajakpólót már 1880 szeptemberében is játszottak a Hunter-i Quay-ban Skóciában. Ekkor azonban még farönkökön ülve, kéttollú evezővel vezették a labdát a kapu felé. Mivel a rönkök labilisak voltak nehéz volt rajtuk megmaradni így ritka volt a gól, mert mindenkinek a rönkökön való fennmaradás jelentette a legnagyobb gondot.
Az Angol kajak könyvekben az első írásos bizonyíték az 1950-es évek közepéről lelhető fel. Mindemellett Németország elismerten az első nemzet, aki kajakpólót játszott. Az 1920-as évekből a németországi Essen-ben találhatók olyan trófeák és kajak kézikönyvek, amelyek jól dokumentálják az akkori versenyeket. A játék e korai változatát futballpálya nagyságú területen és a futballban használt, -hasonló- méretű kapura játszották. A kajak, amit ehhez használtak 4,5 méter hosszú volt és a játék 40 perces félidőkből állt.
A holland verzió szerint akkoriban vízilabdakaput és röplabdát használtak. Gólt csak lapáttal lehetett lőni, és ha a játékos egyszer már kézbe vette a labdát, nem lőhetett kapura.
A kajakpóló Ausztráliában, 1952-ben jelent meg az után, hogy a nemrég alakult Australian Canoe Federation értesült a létezéséről az ICF-től (International Canoe Federation; Nemzetközi Kajak–Kenu Szövetség. A kajakpóló megérkezése egybeesett a melbourne-i olimpia előkészületeivel, ezért az Ausztrál kajakosok nagy lelkesedéssel próbálták ki a tengerentúlról érkező új sportágat.
1953-ban az NSW volt a házigazdája a Thrid Australian Sprint Championships-nek Penrith-ben a Nepean folyón. A kajakpólóért való rajongás akkora volt a kajakosok körében, hogy itt meg is rendezték az eseményekkel egybekötve az első hazai póló versenyt.
Az 1950-es években a kajakpólót nyílt kajak tornákon játszották, fakormányos hajókban és olyan lapáttal, ami minden labdakezelésnél meghajlott. A játék e verziója erősen különbözött az Angliában a késő 1960-as években kialakulttól. Ezt a B.A.T. (Baths Advanced Trainer) nevű, Alan Byde által tervezett hajókban játszották. Ezt a hajótípust kifejezetten a téli uszodai edzésekhez fejlesztették ki. Eme formáját a játéknak szórakozásként sok sydney-i klubban űzték az 1960-as évek végén, 1970-es évek elején, amikor is Ray Abrahall Sydneyből részt vett egy Westminster Marathon emlékversenyen, ahonnan hazahozott egy BAT-ot és javasolta az NSW Kajak Szövetségnek, hogy vezessék a kajakpólót hivatalos keretek közé.
Ez a verziója a játéknak, amely Angliából érkezett 1 méter oldalhosszúságú, négyzet alakú kaput használt és nem szabályozta az ellenfél hajóval való támadását, de tiltotta a kézzel történő támadást. Ez a játék eddig játszott formájától erősen különbözött Eleinte a csapatok nehezen fogadták el a nagy változást, de végül ösztökélték őket az érdekes újdonságok, és tudomásul vették azt.
1976-ra a kajakpóló hivatalosan is elfogadta a BCU 1972-es kajakpóló szabálykönyvét.
Hónapokon belül sikeresen megrendeződött az első ezen szabályok szerint folyó kieséses verseny és beütemezték az első Állami Kajakpóló Bajnokságot.
1973-ban, Németországban (NSZK) a célterületet egy 1,5×1 méteres, két méter magasságba emelt palánk jelentette. Ez több gólt eredményezett, de a gól megítélésénél problémát jelentett, ha a palánkot oldalról érintette a labda, vagy ha a kapus lapátja a labda és a palánk közé szorult. Később egy 1 méter átmérőjű kört vágtak a palánkba és az ezen átjutott labda számított gólnak. 1974-ben, Angliában alakították ki először a ma is elfogadott kaput és raktak először hálót a kapukeretre.
Az 1980-as években nagyon sok változata létezett a játéknak, így az ICF létrehozott egy bizottságot, amely a sokféle létező szabályból kialakított egy egységes szabálykönyvet. Ezt először az 1987-ben megrendezett World Sprint Titles-en használták Duisburgban, ahol a kajakpólót, mint bemutató sportágat játszották.
1988-ban az ICF ülésén a kajakpólóval foglalkozó bizottság az addig területenként eltérő formában játszott játék szabályait egyesítette. Ez lehetővé tette a sportág további fejlődését, valamint nemzetközi találkozók létrejöttét
1991-ben rendezték az első Európa Kupát, 1993-ban az angliai Sheffieldben az első Európa-bajnokságot, majd ugyanitt 1994-ben az első világbajnokságot.

## A kajakpóló magyarországi története
Az 1980-as évek elején, Vaszary Zoltán egyik németországi útja során találkozik a sportággal és egy nagypályás német típusú kajakpóló hajót hoz Magyarországra.
A hajó hazai igényeknek megfelelő módosítását és az első 12 hajó legyártását a HUPOL-PLASZTIK Kisipari Termelő Szövetkezet (Nagy János, Borsos Tamás) végezte el majd, 1988-ban, sportági támogatásként Hotorán György kezdeményezésére egy csapatnyi (6 db) hajót a HUPOL a BHSE. rendelkezésére bocsát, majd a második csapat hajóit a BHSE. megvásárolja. Ezzel sportági kezelésbe került az a hajópark amellyel megkezdődhetnek az edzések.
Ennek előzménye, hogy 1988-ban Hotorán György felfigyel egy rövid ICF közleményre, a szöuli olimpián kialakított egységes kajakpóló szabályrendszerről, mely által lehetővé vált a sportág nemzetközi fejlődése. Hotorán György meglátja a lehetőséget a kajakpóló mediaképességében valamint, hogy ebben az új és fejlődő sportágban lehetőség lenne a labdarúgás mintájára Bajnokcsapatok Európa Kupáját (BEK.) rendezni, bízik a magyar kajakosok felkészültségében amely konvertálható a kajakpólóra.
1989 februárjában bemutatják az új sportágat a sajtó és az MKKSZ képviselőinek. A sportágat síkvízi olimpiai és világ bajnokok is támogatták jelenlétükkel és játékukkal. A BHSE "A" csapatában olyan kajak világnagyságok is játszottak mint Gyulay Zsolt, Csipes Ferenc, Hódosi Sándor, Kulcsár Gábor.
Még ez év májusában ifj. Granek Istvánnak köszönhetően meghívták a BHSE csapatát a Göttingenben megrendezett nemzetközi tornára, majd Hotorán György menedzselésével 1989. szeptember 30-án megrendezik az I. INTERTRAVERZ Kupát a Nemzeti Sportuszodában melyen az Ausztrál, Angol, Német, Osztrák csapatok mellett már a Magyar Válogatott is szerepel. Novemberben sor kerül az I. Magyar Kajakpóló Országos Bajnokságra, amelyen 10 csapat indul. Bajnok a BHSE "B" csapata Kovács József, Granek István, Waltner István, Romhányi Zoltán, Perlaki Gábor, Majoros Zoltán, Balogh Ádám. Ettől kezdve ismeri el a Magyar Kajak-Kenu Szövetség a kajakpólót, mint önálló szakágat és felkérik Hotorán Györgyöt a kajakpóló szakágvezetőjének.
1993 januárjában megrendezésre kerül az első utánpótlás bajnokság nyolc csapat részvételével Diák Kajakpóló Bajnokság néven, melyet a KSI csapata nyert.
A kezdeti lendület után a sportágban is érezhető volt a rendszerváltás utáni csökkenő állami támogatás, illetve a szövetségen belüli változások kedvezőtlen hatása. Szerencsére a nehézségek ellenére sem szűnt meg a sportág és 2000-ben is 7 csapat részvételével zajlik az Országos Bajnokság, ahol már külön női mezőny is indult.
A játék iránt –annak ellenére, hogy kevesen láttak még ilyen versenyeket- újra növekvő érdeklődés tapasztalható. Ez elsősorban a sportág látványosságának, izgalmasságának és az extrém sportok iránti –Magyarországon is növekvő- figyelemnek köszönhető.
| Év   | Férfi      | Női          | Férfi Ifi |
| ---- | ---------- | ------------ | --------- |
| 1989 | BHSE B     | -            | -         |
| 1990 | MULTI SE   | -            | -         |
| 1991 | MULTI SE   | -            | -         |
| 1992 | BHSE A     | -            | -         |
| 1993 | ?          | -            | KSI A     |
| 1994 | BHSE       | -            | ?         |
| 1995 | BHSE       | -            | Multi SE  |
| 1996 | TATABÁNYA  | -            | -         |
| 1997 | MULTI SE A | -            | -         |
| 1998 | BHSE       | -            | -         |
| 1999 | MULTI SE A | -            | -         |
| 2000 | MULTI SE A | TATABÁNYA    | -         |
| 2001 | MULTI SE A | Oroszlány    | -         |
| 2002 | MULTI SE A | Oroszlány    | -         |
| 2003 | Oroszlány  | Multi SE Női | -         |
| 2004 | Multi SE   | Multi SE Női | -         |
| 2005 | Oroszlány  | -            | -         |
| 2006 | Oroszlány  | -            | -         |
| 2007 | Oroszlány  | -            | -         |
| 2008 | KSI        | -            | -         |
| 2009 | KSI        | BHSE női     |           |

## Alapvető szabályok

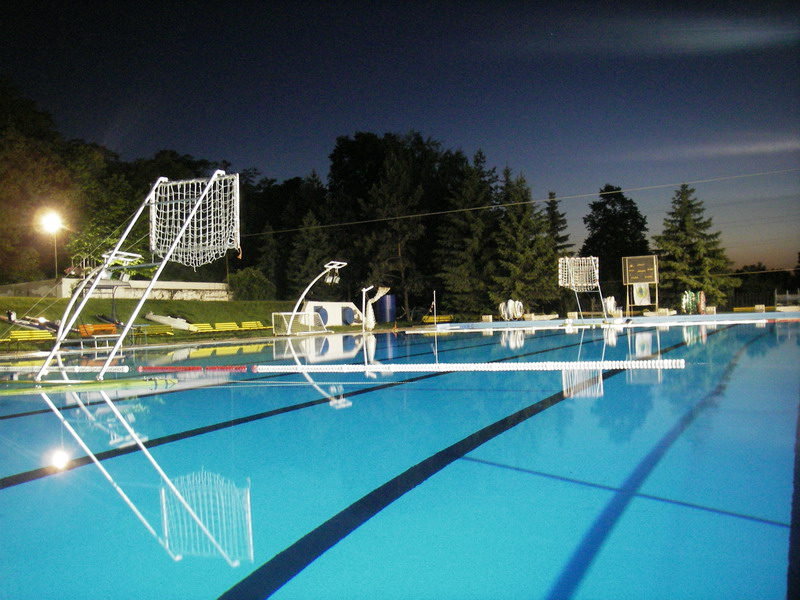
A játéktér

### Játéktér
A játéktérnek derékszögű, téglalap alakúnak kell lennie, amennyiben lehetséges 3: 2 hosszúság: szélesség aránnyal. Ideális hossza harmincöt (35) méter és a szélessége huszonhárom (23) méter. A vízmélységnek legalább 90 cm-nek kell lennie a pálya teljes területén. A pálya fölött legalább 3 méter magasságban, illetve a bekerített játéktér mentén legalább 1 méteres sávban akadályok nélküli szabad tér szükséges. A víz felszínén az oldal- és a gólvonalakat jelzéssel kell ellátni. A kapu 1 m magas és 1,5 m széles függőlegesen álló keret, 2 m-re a vízfelszín felett.

### Felszerelés
- Labda: tömeg: 400-450 g; kerület: 68,5-71 cm/ 5-ös méret (férfi kategória), illetve 65-67 cm/ 4-es méret (női és ifjúsági kategóriában).
- Kajak: maximum 310 cm és minimum 210 cm hosszú, maximum 60 cm, minimum 50 cm széles hajók. A legkisebb száraz súly: 7 kg (ütközőt is beleszámítva).
- Lapát: Minimális vastagsága 5mm. A lapát maximális hossza 220 cm, lapáttollak maximális mérete 50x25 cm.
- Egyéb: Minden játékosnak kötelező a vállakat fedő öltözetet, illetve számmal ellátott mellényt és rácsos sisakot viselnie a játék alatt. Előírás egy csapaton belül az azonos színű felszerelés is.

### Játékszabályok
A játékidő 2x10 perc, 3 perc (de minimum 1 perc) félidői szünettel. A mérkőzés nyertese a több gólt elérő csapat. Ha a rendes játékidő alatt eldöntetlen a mérkőzés állása, akkor büntető dobásokkal lehet a mérkőzést eldönteni. A hosszabbítás ideje 2x5 perc.
A mérkőzés felügyeletét következő személyek végzik: két játékvezető, vonalbírók, ellenőrök, labdaellenőrök, eredmény- nyilvántartók: időmérők, eredményjegyző.
Minden csapat 10 játékosból állhat, ebből 8 játékos lehet egy mérkőzés alkalmával vízen de egyidejűleg csak 5 játékos tartózkodhat a pályán. A többi három a játéktéren kívül, az alapvonal mögött várakozik.
Félidőkezdésnél minden pályán lévő játékos feláll a saját térfelén. A bíró középre dobja a labdát. Sípszóra mindkét csapatból egy-egy játékos indulhat a labdáért, a vízilabdához hasonló ráúszás helyett itt ráevezés van.
Egy gól akkor érvényes, ha a labda teljes terjedelmével túljutott a gólvonalon. Ezalatt a kapust elmozdítani szabálytalan. Egy adott időpontban az a védőjátékos tekinthető kapusnak, aki közvetlenül a kapuban tartózkodva feltartja az evezőjét a gól elhárítására.
Az ellenféllel való kontaktus korlátozottan lehetséges. A labdát birtokló játékost fél kézzel nyitott tenyérrel szabad borítani a vállán és az oldalán. Az ellenfél hajóját, felszerelését kézzel és lapáttal érinteni szabálytalan. Az ellenfél hajóján kézzel, lapáttal átnyúlni szabálytalan. Az ellenfélnek való merőleges ütközés nem megengedett.
Amennyiben a felborult játékos elhagyja a kajakját, nem vehet részt a további játékban, el kell hagynia a játékteret, le kell mennie az alapvonalon és feljöhet a cserejátékos.
Ha a labda elhagyta a játékteret akkor, az ellenfél kapja meg a labdát. A játéktérről kikerült labdát bedobással kell ismét játékba hozni. Tilos a labdát evezővel ütni, csak egykezes vagy kétkezes dobást lehet alkalmazni. A labdát öt másod percig tarthatja a kezében egy játékos, utána el kell dobnia legalább egy méterre, tilos ölbe tett labdával evezni.
A szabálytalanságokat lapokkal büntetik. A legalacsonyabb fokozat a zöld kártya, aki ebből hármat összegyűjt, az egy sárgát kap, ami két perces kiállítást jelent, két sárga pedig itt is pirosat ér, és egy végleges kiállítást von maga után.

## Külső hivatkozások
- https://web.archive.org/web/20090316062242/http://kajakpolo.lap.hu/